# ベソとこたつと宇宙船
「ベソとこたつと宇宙船」（ベソとこたつとうちゅうせん）は、藤子・F・不二雄（発表時は藤子不二雄名義）による日本の漫画。家の光協会の雑誌『こどもの光』1979年1月号の別冊付録『小説とまんが これがSFだ!』に掲載された。全1話の読み切り作品。

## 概要
普段は何をやっても駄目な少年が、別世界でヒーローとして大活躍をする物語であり、翌1980年に藤子Fの描いた大長編ドラえもん『のび太の宇宙開拓史』の原点になったとされる作品である。作中で登場する雪の結晶や冬の情景は、『のび太の宇宙開拓史』に登場する別惑星の植物「雪の花」や、春から冬にかけての四季の情景の変化のモチーフとなったものと考えられている。
また、主人公の普段過ごしている部屋が別世界を繋がるという構図についてもやはり『のび太の宇宙開拓史』に通じ、1970年代に藤子Fが発表した『パジャママン』や『ミラ・クル・1』から受け継がれたものと見られている。

## あらすじ
主人公は勉強もスポーツも苦手、こたつと漫画と居眠りと空想が大好きな少年。すぐにベソをかくことから、あだ名は「ベソ」。ある雪の日、いつものようにベソがこたつにあたると、その中に空洞があり、向こうはなんと宇宙船の中。はるか彼方の宇宙を行く宇宙船が、ワープのミスでベソの家のこたつの中に繋がってしまったのだ。偶然にも宇宙船の少女を怪物から救い出したベソは、宇宙人同士の戦いに参加する羽目になる。

## 書誌情報
- 藤子・F・不二雄『少年SF短篇6 アン子大いに怒る』中央公論社〈中公コミックス 藤子不二雄ランド〉、1989年。ISBN 978-4-12-410247-5。
- 藤子・F・不二雄『藤子・F・不二雄SF短篇集4 ぼくは神様』中央公論社〈中公文庫コミック版〉、1994年。ISBN 978-4-12-202174-7。
- 藤子・F・不二雄『藤子・F・不二雄SF短編PERFECT版』 5巻、小学館、2000年。ISBN 978-4-09-176205-4。